# Matthew Levan
Matthew "Matty" Levan, est un personnage fictif de la série britannique Skins interprété par Sebastian De Souza. Il apparaît pour la première fois dans la saison 5, ainsi que le reste de la troisième génération. C'est un personnage sombre et préoccupé, en pleine désillusion. Il a récemment compromis une brillante carrière de joueur de tennis après avoir attaqué un autre joueur sur le court. Il est révélé dans l'épisode Liv qu'il est le frère de Nick.